# Гаррі Стайлс
Га́ррі Е́двард Стайлз (англ. Harry Edward Styles; нар. 1 лютого 1994) — британський співак, актор та композитор знаний як учасник гурту One Direction. 2017 року дебютував як актор у стрічці Крістофера Нолана «Дюнкерк». Цього ж року випустив свій перший сольний альбом «HARRY STYLES».

## Ранні роки
Гаррі Стайлс народився 1 лютого 1994 року в містечку Реддітч (Вустершир, Велика Британія). Він виявляв любов до музики з дитинства. Будучи дошкільням, він вивчив пісню «The Girl of My Best Friend» Елвіса Преслі. Його Стайлс зазначає, як людину, що вплинула на його музичну початок. Крім того, на його творчість особливо вплинули такі виконавці, як Фредді Мерк'юрі, The Rolling Stones і The Beatles. Коли йому було сім років, його батьки розлучилися, і він разом з сестрою Джеммою залишився на вихованні матері, яка з дітьми переїхала в маленьке містечко Холмс Чапел, що знаходиться в графстві Чешир. Стайлс важко переживав розлучення батьків і був дуже радий, коли його майбутній вітчим Робін зробив пропозицію його матері. У школі він був солістом своєї власної групи White Eskimo. Вони виступали на шкільних концертах, в місцевих клубах і навіть виграли конкурс Battle of the Bands Competition, в якому брали участь місцеві аматорські підліткові колективи. Після закінчення середньої школи Стайлс припинив навчання і почав працювати на неповний робочий день в пекарні, займаючись розвитком своїх вокальних здібностей.

## Життєпис
Почав співати у дуже ранньому віці, виступав на різних місцевих талант-шоу, співав на весіллях. Розпочав свою співочу кар'єру у власному гурті «White Eskimo» у містечку Холмс Чапл, Чешир, Англія.
2010 року пройшов прослуховування на телешоу The X Factor. Зазнавши поразки як сольний виконавець, Стайлс став одним з п'яти учасників нового сформованого гурту.
У складі гурту One Direction, Гаррі Стайлс разом з іншими учасниками гурту Найлом Хораном, Луї Томлінсоном, Ліамом Пейном та Зейном Маліком випустили п'ять студійних альбомів, здійснили два світових тури та здобули безліч музичних нагород. Дебютний сингл гурту «What Makes You Beautiful» став одним з найпопулярніших синглів всіх часів.

## Кар'єра
У 2010 році Гаррі Стайлс, Ліам Пейн, Луї Томлінсон, Найл Хоран і Зейн Малік окремо прийшли на 7 сезон британського проєкту The X Factor. Вони не досягли успіху у відборі вокального конкурсу і суддя Ніколь Шерзінгер порадила конкурсантам об'єднатися в групу. Гаррі придумав для неї назву One Direction і незабаром, під керівництвом їх наставника Саймона Ковелла, вони зайняли на проєкті 3 місце. Після закінчення шоу група підписала контракт з лейблом Syco Music. У листопаді 2011 року вийшов їх дебютний альбом Up All Night. Далі група випустила ще 4 альбоми: Take Me Home (2012), Midnight Memories (2013), Four (2014) і Made in the A.M. (2015).
12 травня 2018 року, у фіналі конкурсу «Голос» французька співачка Маель Пістойя виконувала пісню «Sign of the Times» Гаррі Стайлса.

## Сольні проєкти
Після того як One Direction взяли перерву, наприкінці березня 2017 року Стайлс анонсував свій дебютний сольний сингл під назвою «Sign of the Times». Пісня вийшла 7 квітня і очолила хіт-паради в декількох країнах. Повний альбом, що складається з 10 пісень, побачив світ 12 травня 2017 року.
13 грудня 2019 року випустив свій другий альбом «Fine Line», що складається із 12 композицій. Вийшли кліпи на пісні «Lights Up», «Adore you» та «Falling». Для релізу пісні «Adore you» була продумана історія: створено фантастичний острів Eroda, на якому за сюжетом й відбуваються усі події.
У квітні 2020 року мав стартувати світовий тур «Love On Tour» на честь виходу другого альбому, однак через пандемію тур було перенесено на 2021 рік. За цей час творчість Гаррі отримала більшої популярності, а тому тур набув більших масштабів та перетворився на перший стадіонний тур виконавця.
У 2021 році Національна академія мистецтва і науки звукозапису висунула Гаррі на здобуття трьох премій «Греммі» у категоріях «Найкращий вокальний поп-альбом» (Fine Line), «Найкраще сольне поп-виконання» (Watermelon Sugar) та «Найкраще музичне відео» (Adore You). За підсумками церемонії, що відбулася 14 березня, Гаррі здобув премію у категорії «Найкраще сольне поп-виконання». 11 травня цього ж року «Watermelon Sugar» принесла Стайлсу нагороду «Brit Award» у категорії «Найкращий британський сингл».
У 2023 році Гаррі здобув «Греммі» ще у двох категоріях: «Альбом року» та «Найкращий вокальний поп-альбом», обидва отримані за виданий у травні 2022 року альбом «Harry's House».

## Акторська кар'єра
На початку березня 2016 стало відомо, що Гаррі Стайлс виконає одну з головних ролей у фільмі «Дюнкерк» режисера Крістофера Нолана.
16 листопада 2019 року Гаррі виступив актором, провідним та музичним гостем у вечірньому музично-гумористичньому шоу Saturday Night Live.
Гаррі Стайлс також з'явився у ролі Ероса, брата Таноса, у сцені після титрів картини Хлої Чжао «Вічні». Це стало першою появою Стайлса та його персонажа в Кіновсесвіті Marvel. 
Крім того, у вересні 2022 року відбулась світова прем'єра психолгоічного трилеру режисерки Олівії Вайлд «Не хвилюйся, серденько», в якому Гаррі виконав головну роль. 
У жовтні того ж року за участю Гаррі на екрани вийшла романтична драма від Amazon Studios «Мій поліцейський», заснована на однойменному романі 2012 року. В цій картині Гаррі, наряду із Еммою Коррін та Девідом Доусоном, зіграв головну роль.

## Гаррі Стайлс і Україна
На початку повномасштабної російської збройної агресії проти України співпрацював з українською командою над створенням кліпу до пісні As It Was, серед яких режисерка й кліпмейкерка Таню Муїньо та дизайнерка Маша Рева. За словами частини команди, Гаррі висловив свою підтримку й здійснив благодійне пожертвування для допомоги Україні. Сам Гаррі цю інформацію не підтверджував.
Після успіху попереднього кліпу, до створення музичного відео на пісню Daylight також була залучена українська команда, зокрема вищезгадана режисерка Таню Муїньо та продюсерка українського походження Іванна Борін. В описі під відео було сказано: «Кліп створено із любов'ю від креативної команди з України». 
На музичному фестивалі Коачелла у квітні 2022 року під час фінального виступу підсвітив сцену кольорами українського прапору. Варто зазначити, що перший публічний прояв підтримки України відбувся лише на 59-й день повномасштабної війни.
20 травня 2022 року на концерті у Нью-Йорку під час пісні Sing of the Times Гаррі здійняв принесений фанатами прапор України. Після цього, Гаррі здіймав прапор й на наступних концертах, зокрема у Стокгольмі, Лісабоні, Празі й Лондоні. 
Згідно з деякими джерелами, влітку того ж року було оголошено, що гонорар, отриманий внаслідок рекламної аудіокампанії Airpods, було перераховано Міжнародному комітету порятунку, глобальній гуманітарній організації, яка надає допомогу біженцям з різних країн, в тому числі тим, що були змушені покинути Україну внаслідок російського повномасштабного вторгнення.
Восени Гаррі взяв участь у благодійній акції від ВООЗ на підтримку України, суть якої полягала у пожертвуванні низкою знаменитостей сувенірів, підписаних товарів й квитків на концерти. Серед інших предметів, що розігрувались між учасниками аукціону, також можна було виграти вініловий альбом з автографом Гаррі.
На свій концерт у Варшаві Гаррі разом із Міжнародним комітетом порятунку запросив трьох українських шанувальників, що виїхали до Польщі внаслідок воєнних дій на території України. Марина, одна з біженок, що відвідали концерт, сказала: «Я дуже вдячна Гаррі Стайлсу та Міжнародному комітету за можливість забути про свої хвилювання на одну ніч та просто поспівати та потанцювати на концерті».
У липні 2023 року під час Вімблдонського чемпіонату українська тенісистка Еліна Світоліна зізналась, що є великою фанаткою Гаррі, а також зазначила, що їй прийшлось пропустити запланований похід на його концерт у Відні заради участі у турнірі. У відповідь на це під постом в Інстаграмі Еліни Гаррі привітав тенісистку із виходом до півфіналу та запросив на будь-який з майбутніх концертів у рамках свого туру.

## Особисте життя
З листопада 2011 року по січень 2012 року 17-річний Стайлс зустрічався з телеведучою Каролайн Флек. Їхні стосунки викликали суперечки в ЗМІ та серед прихильників співака, оскільки вона була на 14 років старша за нього. Ведуча зізналась, що під час їхнього з Гаррі роману вона зазнала цькування в соціальних мережах, засудження від фанатів співака і навіть погрози на вулиці.
У 2012 році Гаррі Стайлс нетривалий час зустрічався із відомою американською співачкою та авторкою пісень Тейлор Свіфт.
З 2017 по 2018 рік Стайлс мав стосунки з американською моделлю французького походження Каміль Роу. Згідно із деякими плітками, саме вона надихнула його на деякі пісні з альбому «Fine Line». В одній з них звучить повідомлення з голосової пошти (французькою мовою), яке Каміль записала для Гаррі під час їхніх стосунків.
Орієнтовно із січня 2021 року до листопада 2022 року Гаррі зустрічався із акторкою та режисеркою Олівією Вайлд, разом із якою він працював над створенням фільму «Не хвилюйся, серденько».
Протягом років своєї активності Гаррі було помічено із багатьма дівчатами, однак варто зазначити, що сам Гаррі ніколи не підтверджував свій романтичний зв'язок із жодною з них, а також робив двозначні коментарі стосовно своїх публічних стосунків. Зокрема, на одному з інтерв'ю для Rolling Stone Гаррі сказав: «Люди кажуть, що я був помічений тільки з дівчатами, але я не думаю, що можна сказати, що я був публічно у стосунках з ким-небудь взагалі. Якщо хтось робить фотографію мене і когось, це не означає, що я обираю мати публічні стосунки з ними».

## Дискографія
- Harry Styles (2017)
- Fine Line (2019)
- Harry's House (2022)

## Фільмографія

### Фільми
| Рік  | Назва             | Роль             | Режисер         | Пос.   |
| ---- | ----------------- | ---------------- | --------------- | ------ |
| 2017 | Дюнкерк           | Алекс            | Крістофер Нолан | [ 13 ] |
| 2021 | Вічні             | Ерос             | Хлої Чжао       | [ 14 ] |
| 2022 | Не хвилюйся, люба | Джек Чемберс     | Олівія Вайлд    | [ 15 ] |
| 2022 | Мій поліцейський  | юний Том Берджес | Майкл Ґрандадж  | [ 16 ] |

### Документальні фільми
| Рік  | Назва                                          | Роль         |
| ---- | ---------------------------------------------- | ------------ |
| 2013 | One Direction: This Is Us                      | Гаррі Стайлс |
| 2014 | One Direction: Where We Are – The Concert Film | Гаррі Стайлс |
| 2017 | Harry Styles: Behind the Album                 | Гаррі Стайлс |

### Телебачення
| Рік        | Назва                             | Роль                     | Примітки                       | Пос. |
| ---------- | --------------------------------- | ------------------------ | ------------------------------ | ---- |
| 2012       | АйКарлі                           | Гаррі Стайлс             | Епізод: «iGo One Direction»    |      |
| 2012–2019  | Суботнього вечора в прямому етері | Ведучий / Музичний гість | 5 епізодів (3 з One Direction) |      |
| 2017       | Гаррі Стайлс на BBC               | Гаррі Стайлс             | Телевізійна спецпрограма       |      |
| 2017, 2019 | Пізнє шоу з Джеймсом Корденом     | Гостьовий ведучий        | 2 епізоди                      |      |
| 2018       | Happy Together                    | None                     | Виконавчий продюсер            |      |

## Нагороди
Grammy:
- 2023: Альбом року — Harry's House
- 2023: Найкращий вокальний поп-альбом
- 2021: Найкраще сольне виконання — Watermelon Sugar

BRIT Award:
- 2014: Найкращий артист-початківець (за сольну кар'єру)
- 2014: Вибір критиків
- 2021: Найкращий британський сингл — Watermelon Sugar
- 2023: Найкращий британський сингл — As It Was
- 2023: Найкращий британський альбом — Harry's House

MTV Video Music Awards:
- 2013: Найкращий поп-виконавець (One Direction)
- 2021: Найкраща хореографія — Treat People With Kidness

Juno Award:
- 2023: Зарубіжний альбом року — Harry's House
- 2021: Зарубіжний альбом року — Fine Line

Teen Choice Award:
- 2012: Найкращий груповий сингл («What Make You Beautiful» — One Direction)
- 2013: Найкращий груповий сингл («Live While We're Young» — One Direction)
- 2014: Найкращий груповий сингл («Story of My Life» — One Direction)
- 2014: Найкращий груповий альбом («Midnight Memories» — One Direction)
- 2014: Найкращий груповий тур («Where We Are Tour» — One Direction)
- 2013, 2016: Найсексуальніший красень

Американська музична премія:
- 2017: Найкращий новий артист

NME Awards:
- 2014, 2013: лиходій року
- 2014: Найкращий сольний виконавець

Kids' Choise Award:
- 2023: Улюблена пісня — As It Was